# Ignoramus et ignorabimus
Ignoramus et ignorabimus è un aforisma latino enunciato nel 1872 dal fisiologo tedesco Emil Du Bois-Reymond (1818–1896) nell'opera "Sui limiti della nostra comprensione della natura" (Über die Grenzen des Naturerkennens, 1872). La frase significa «Ignoriamo e ignoreremo» e sostiene la presunta impossibilità, insita nell'essere umano, di conoscere e di spiegare tutti gli aspetti della realtà.

## I "grandi enigmi della natura" secondo Du Bois-Reymond
Nella sua opera del 1872 il fisiologo tedesco stabilisce due limiti assoluti alla conoscenza umana dei fenomeni naturali, che renderebbero la completa conoscenza dell'universo inattingibile dall'uomo:
1. a livello microscopico è inattingibile la natura della materia e delle forze che legano i suoi elementi costitutivi;
2. a livello macroscopico la natura della coscienza e la relazione tra gli stati materiali o fisici di un organismo da una parte e la sua coscienza (pensieri, sentimenti, desideri) dall'altra.

(Emil Du Bois-Reymond, Sui limiti della conoscenza naturale, memoria presentata al 45º Congresso dei naturalisti e medici tedeschi, Lipsia 1882)
Questi due grandi enigmi della natura non costituirebbero solamente dei problemi irrisolvibili con i metodi e le tecniche attualmente in possesso dell'uomo, ma un mistero che la scienza non avrebbe alcun potere di spiegare. Du Bois-Reymond concluse il suo intervento con una professione di monismo, cioè augurandosi che i due misteri si rivelassero due aspetti diversi di una stessa sostanza sottostante il reale, che cioè la coscienza stessa potesse essere identificata come una proprietà di ciò che chiamiamo materia.
Nel 1880, poi, Du Bois-Reymond pronunciò una famosa prolusione all'Accademia Prussiana delle Scienze, in cui trattò dei sette "enigmi dell'universo" (Die sieben Welträtsel), di cui almeno tre (coincidenti con i due sopracitati, in quanto il primo era articolato in due punti) totalmente inattingibili per la loro natura trascendente. 

## Reazioni
Il tema dell'Ignorabimus è stato ripreso in varie discussioni per evidenziare i limiti della conoscenza scientifica, qualora questa si basi su spiegazioni esclusivamente meccaniche e materiali dei processi della coscienza, che ammettano cioè l'esistenza di una sola sostanza: la materia (monismo).

### L'opposizione di altri scienziati
Tale concezione monista, enunciata da Du Bois-Reymond nel 1872, e il tema dell'enigmaticità della natura, vennero ripresi da Ernst Haeckel, che nel 1902 definì la prolusione di Du Bois-Reymond il «Discorso dell'Ignorabimus». In un famoso saggio intitolato, appunto, L'enigma del mondo (Die Welträtsel) e pubblicato fra il 1895 e il 1899, Haeckel affermò che esiste una sola sostanza primigenia, l'etere, dalla cui condensazione nasce la materia e che è all'origine di tutti i fenomeni materiali e spirituali. L'opera di Haeckel ebbe molta importanza per lo sviluppo sia del cosiddetto monismo tedesco (Haeckel fondò nel 1906 la "Lega dei monisti tedeschi"), sia della teosofia dell'antroposofia.
Il premio Nobel per la chimica Wilhelm Ostwald, uno dei principali membri della lega monista fondata da Haeckel, attribuì, invece, l'impossibilità conoscitiva affermata da Du Bois-Reymond ai limiti intrinseci alla sua visione meccanicista:
(Wilhelm Ostwald, Intorno alla energetica moderna, "Rivista di Scienza", vol. I, 1907)
Sostanzialmente Ostwald riteneva di poter risolvere i problemi sollevati da Boys-Remond ricorrendo al concetto di energia anziché di materia, la quale risulterebbe sottoposta a dei principi che la trascendono. A lui si contrappose Wundt, che continuava a ragionare in termini di materia, ritenendola subordinata ad substrato reale comunque situato nello spazio. Wundt gli contestava il "doppio concetto composto di una parte fenomenica e di una parte puramente concettuale", il quale avrebbe semmai dovuto indurre a "dimostrare decisamente che lo stesso concetto di energia richiede un'analisi che riporti agli elementi dell'osservazione".

### Controversie sul versante matematico
David Hilbert, uno dei più importanti matematici del XX secolo, l'8 agosto 1900 pronunciò un famoso discorso al secondo Congresso internazionale dei matematici di Parigi, in cui, dopo aver espresso la propria fiducia che "in matematica non ci sono ignorabimus" elencò i 23 principali problemi della matematica ancora da risolvere. Nel 1930, benché la soluzione di molti di questi problemi non fosse ancora stata trovata,   estese questa fiducia a tutte le scienze naturali.
Hilbert si applicò assieme ad altri matematici per chiarire i fondamenti della matematica secondo un approccio, il formalismo, che cercava di dimostrare che alcuni assunti non dimostrabili, lo erano solo perché assiomi definitori della matematica stessa. 
Alcuni dei problemi posti da Hilbert sono stati effettivamente risolti nel secolo successivo, mentre il Teorema di incompletezza, pubblicato nel 1931 da Gödel, ha dimostrato che ci sono limiti alla possibilità di dimostrare alcuni assunti matematici all'interno della matematica stessa; motivo per cui alcuni dei problemi di Hilbert sono indecidibili.
Il teorema di incompletezza, tuttavia, è stato inteso da Gödel e altri filosofi come una conferma del platonismo matematico e delle concezioni risalenti a Pitagora e Parmenide, secondo cui i numeri e i contenuti della mente sono delle entità oggettive e assolute proprio perché, paradossalmente, la loro verità, accessibile intuitivamente dall'uomo, è irriducibile alla nozione di dimostrabilità, essendo semmai dei principi che rendono possibile ogni altra dimostrazione.

### Controversie sul versante filosofico
Gli enigmi dell'universo sottolineati da Du Bois-Reymond corrispondono a problemi fondamentali ben noti nella storia della filosofia riguardanti il dualismo mente-corpo, tuttora oggetto di dibattito.
Saul Kripke si è spinto a sostenere che, proprio perché la scienza non sa spiegare che rapporto intercorre tra la chimica cerebrale e le sensazioni psichiche, «le esperienze della coscienza sono certe in ogni possibile caso del loro verificarsi, mentre le proposizioni della scienza [...] possono essere false».